# Opus (filme)
Opus é um futuro filme americano de terror escrito e dirigido por Mark Anthony Green em sua estreia na direção e estrelado por Ayo Edebiri, John Malkovich, Rosario Dawson, Juliette Lewis, Murray Bartlett, Amber Midthunder, Young Mazino, Stephanie Suganami, e Tony Hale.
O filme estreou no Festival Sundance de Cinema em 27 de janeiro de 2025, antes de ser lançado nos cinemas em 14 de março de 2025, pela A24.

## Premissa
Uma jovem escritora é convidada para o complexo refujo de uma estrela pop lendária que desapareceu misteriosamente há 30 anos. Cercada pelo culto de bajuladores e jornalistas intoxicados da estrela, ela se encontra no meio de seu plano distorcido.

## Elenco
- Ayo Edebiri as Ariel Ecton[4]
- John Malkovich as Alfred Moretti[4]
- Juliette Lewis
- Rosario Dawson
- Murray Bartlett
- Amber Midthunder
- Young Mazino
- Stephanie Suganami
- Tony Hale
- Tatanka Means
- Melissa Chambers
- Aimee McGuire
- Chris Highlands

## Produção
As gravações aconteceram em Projoaque, Novo México, em novembro de 2023.

## Lançamento
Opus estreou em 27 de janeiro de 2025, na seção Meia-noite no Festival Sundance de Cinema e em 14 de março de 2025 pela A24.